# 菲利浦·史巴克
菲利浦·艾倫·史巴克（英語：Philip Allen Sparke；1951年12月29日—），是一名英國作曲家，主要為管樂團及銅管樂團創作一系列作品。代表作有《龍年》（The Year of the Dragon）、《慶典序曲》（Jubilee Overture）、《舞蹈樂章》（Dance Movements）、《宇宙的音樂》（Music of the Spheres）。
成立於2000年5月的盎格魯音樂出版社（Anglo Music Press）是史巴克個人擁有的音樂品牌，負責出版、印行他的創作。這些作品由倫納德公司獨家經銷。

## 生平歷略
史巴克出生於倫敦，11歲學習鋼琴與小號，與菲利浦·坎農（Philip Cannon）學習作曲，之後於皇家音乐学院完成學業:7。在校時，受到小號教授理查德·包柏·沃頓（Richard Bob Walton）鼓舞，開始寫作器樂作品:8。1980年的作品《長白雲之鄉》（The Land of the Long White Cloud）是特別為新西蘭銅管樂團錦標賽（Centennial Brass Band Championships）所寫，自此史巴克的名聲弘遠。他是三屆的歐廣聯盟新音樂大賽（EBU New Music for Band Competition）作曲冠軍，銅管合奏名作《東方特快車》（Orient Express）正是1986年的受委參賽作品。
1992年6月11日，東京佼成管樂團首次演出管樂團版本的《東方特快車》，後來更由史巴克本人指揮、灌錄成為專輯，在同年上市。與佼成的合作打開了他的國際知名度，美國空軍樂隊同他進行作曲委託，大英國際銅管樂團錦標賽也曾連續三屆使用史巴克的作品作為賽會指定曲目:8。1995年，美國空軍樂隊委託創作的《舞蹈樂章》完成，翌年1月在佛羅里達的國家音樂教育協會年會上首演:9。

## 著名作品
- 音樂會前奏曲，1979/85年
- 隨想曲，為E♭調短號與銅管樂團，1979年
- 長白雲之鄉，1979/87年
- 坦姆赛德序曲（A Tameside Overture），1981年
- 號曲、浪漫與終曲（Fanfare, Romance & Finale），為銅管樂團，1981年
- 慶典序曲，1984年
- 倫敦序曲（A London Overture），為銅管樂團，1984年
- 龍年（The Year of the Dragon），1984/85年
- 凱爾特組曲（A Celtic Suite），1985年
- 假面舞會，為E♭調圓號與銅管樂團，1985年
- 慶典音樂（Music for a Festival），1985/87年
- 東方特快車，1986/92年
- 前奏、觸技與賦格，為銅管樂團，1986年
- 謎語變奏曲，為銅管樂團，1986年
- 乘風遨遊（Flying the Breeze），1987年
- 低音號小協奏曲，1988年
- 大協奏曲，為銅管四重奏與樂團，1988年
- 匹茲堡序曲（A Pittsburgh Overture），1990/92年
- 第1號小交響曲，1990年
- 約克夏序曲（A Yorkshire Overture），1990年
- 第2號小交響曲，1992年
- 舞蹈樂章，1995年
- 第1號上低音號協奏曲，1995年
- 歡宴（Fiesta），1996年
- 嘉年華（Carnival），為中音薩克管與樂團，1997年
- 土、水、陽光、空氣四元素（Earth, Water, Sun, Wind），1999年
- 漢諾威節慶（Hanover Festival），1999年
- 第3號小交響曲，2002年
- 衝破黑暗，迎向光明（Out of Darkness, into yhe Light），2003年
- 宇宙的音樂（又譯《蒼穹音畫》），為銅管樂團，2004年
- 長號協奏曲，2006年

## 獲獎與榮譽
- 國際蘇德勒管樂作曲大賽（The Sudler International Wind Band Composition Competition）首獎，1997年[7]
- 國家管樂協會作曲大賽首獎，2005年[8]
- 國家管樂協會作曲大賽首獎，2016年
- 伊萊斯和莫蒂默獎牌（The Iles and Mortimer Medals），2000年9月[3]:8

## 外部連結
- 官方网站